# Nicholas Bussmann
Nicholas Bussmann, auch Nicholas Desamory, (* 13. Mai 1970 in Berlin) ist ein deutscher Musiker, Komponist und Künstler. Er lebt und arbeitet in Berlin.

## Leben
Bussmann war ursprünglich als Improvisationsmusiker in der Berliner Echtzeitmusikszene tätig. aktiv widmete sich Bussmann seit Ende der Neunziger auch der elektronischen Musik. Seit 2010 entwickelt er Handlungsanweisungs basierte Performances, die vermehrt im Kunstkontext wahrgenommen werden. Er spielt gemeinsam mit Martin Brandlmayr unter dem Bandnamen Kapital Band 1 und mit Toshimaru Nakamura als Alles 3. Mit Lars Rudolph spielte er in der 1995–2003 bestehenden Band Ich schwitze nie. Daneben wirkte er an Hörspielen und Theaterproduktionen mit und produzierte mehrere Musikalben. und komponierte Filmmusik.  Als Kurator für Musik im Kunstkontext arbeitete er u. a. für die Shanghai Biennale 2014 und das Haus der Kulturen der Welt.
Unter dem Namen „Nicholas Desamory“ spielte er 2012 gemeinsam mit seiner Frau, der belgischen Künstlerin, Filmemacherin und Musikerin Lucile Desamory, das House-Album „Like You“ ein. Wie schon in früheren elektronischen Produktionen kam auch hier bei einigen Titeln wieder das Cello zum Einsatz. Für den Horror-Film Abracadabra (2013) von Lucile Desamory komponierte er die Musik.

## Performance
- 2010 Barnes Dance, eine Straßenoper. Regie: Nicholas Bussmann, Sophiensaele
- 2012 I like Marina Abramovic & Marina Abramovic likes me, Performance Nicholas Bussmann[10]
- 2014/15 The News Blues, performance for seven singers, Nicholas Bussmann, Shanghai[11], Mailand[12], Porto[13], Berlin
- 2016 wir, Performance, Yan Jun & Nicholas Bussmann mit  dem Cottbusser Chor und dem chinesischen Akademikerchor Berlin[14]
- 2017 The News Trilogy (News Blues, Major News / Minor News, Secret News)documenta 14 radio SAVVY Contemporary Berlin[15]
- 2019 Kopiergruppe with Cottbusser Chor Savvy Contemporary[16]

## Diskografie
- 1995 Nodoctor nodoctor miniCD, Algen
- 1997 Ich schwitze nie Träume der Sehnsucht, CD Nomansland
- 1998 Ode an die Langeweile Hommage an H.Eissler, CD, Nomansland
- 1999 The Beige Oscillator and Dj Attachee Relaxin – EP, Mehrwert
- 1999 You Never Give Me Your Pillow – Suite For Slow Dancers, CD, FMP
- 2000 Ich schwitze nie Billige Flaggen, Trikont
- 2001 Lickmachine – machine miniCD moos Bussmann/Soybelman/Williamson
- 2001 The Beige Oscillator and Dj Attachee Waiting for Wood, CD Charhizma
- 2004 Kapital Band 1 Kapital Band 1 mit Martin Brandlmayr, MOSZ/Wien
- 2004 White Hole Holy Ghost EP, KYO/Kitty Yo
- 2004 White Hole Pink Album, KYO/Kitty Yo
- 2007 Alles 3 I Know How You Frown, KwanYin/China
- 2007 Kapital Band 1 – Playing by Numbers mit Martin Brandlmayr, MOSZ/Wien[17]
- 2011 Telebossa Telebossa mit Chico Mello, Staubgold
- 2012 Nicholas Desamory – Like You, m=minimal/Berlin[1]
- 2016 Nicholas Desamory You only need to know how it feels to believe, Staubgold[18]
- 2016 Telebossa Garagem Aurora, Staubgold[19]

## Filmmusik
- 1998 Psychic Tequila Tarot, Kurzfilm. Musik: Nicholas Bussmann
- 2005 Liebeskind, Spielfilm. Regie: Jeanette Wagner, Musik: Nicholas Bussmann
- 2013 Abracadabra, Spielfilm. Regie: Lucile Desamory, Musik: Nicholas Bussmann
- 2016 Miete essen Seele auf, Arte, Dokumentarfilm, Regie: Angelika Levi, Musik: Nicholas Bussmann & Cottbusser Chor[20]
- 2016 Sign Space, Dokumentarfilm, Regie: Hila Peleg, Musik: Nicholas Bussmann[21]

## Hörspiele, Theater- und Tanzproduktionen
- 2002–2004 Sasha Waltz & Guests, diverse Zusammenarbeiten
- 2004 Die Reise nach Baratonga, Hörspiel. Regie: Wolfgang Rindfleisch, Musik: Bussmann/Leichtmann/Rudolph
- 2004 Snobby Dim, Regie: Beate Andres, Musik: Ich schwitze nie (Bussmann, Leichtmann, Rudolph), Hörspiel von Frank Becker
- 2005 Der Himmel unter Berlin, Hörspiel. Musik: Bussmann/Leichtmann/Rudolph
- 2005 Sex, Hörspiel/Performance. Lindy Annis & Nicholas Bussmann, Hebbel am Ufer
- 2008 Warburgs Memo von Lindy Annis, Musik: Nicholas Bussmann, Hebbel am Ufer
- 2010 Barnes Dance, Straßenoper. Regie: Nicholas Bussmann, Sophiensaele
- 2017 Singing Yesterday's News Again Natascha Sadr Haghighian/Nicholas Bussmann Hörspiel Deutschlandradio Kultur[22]